# Nizina Staropruska

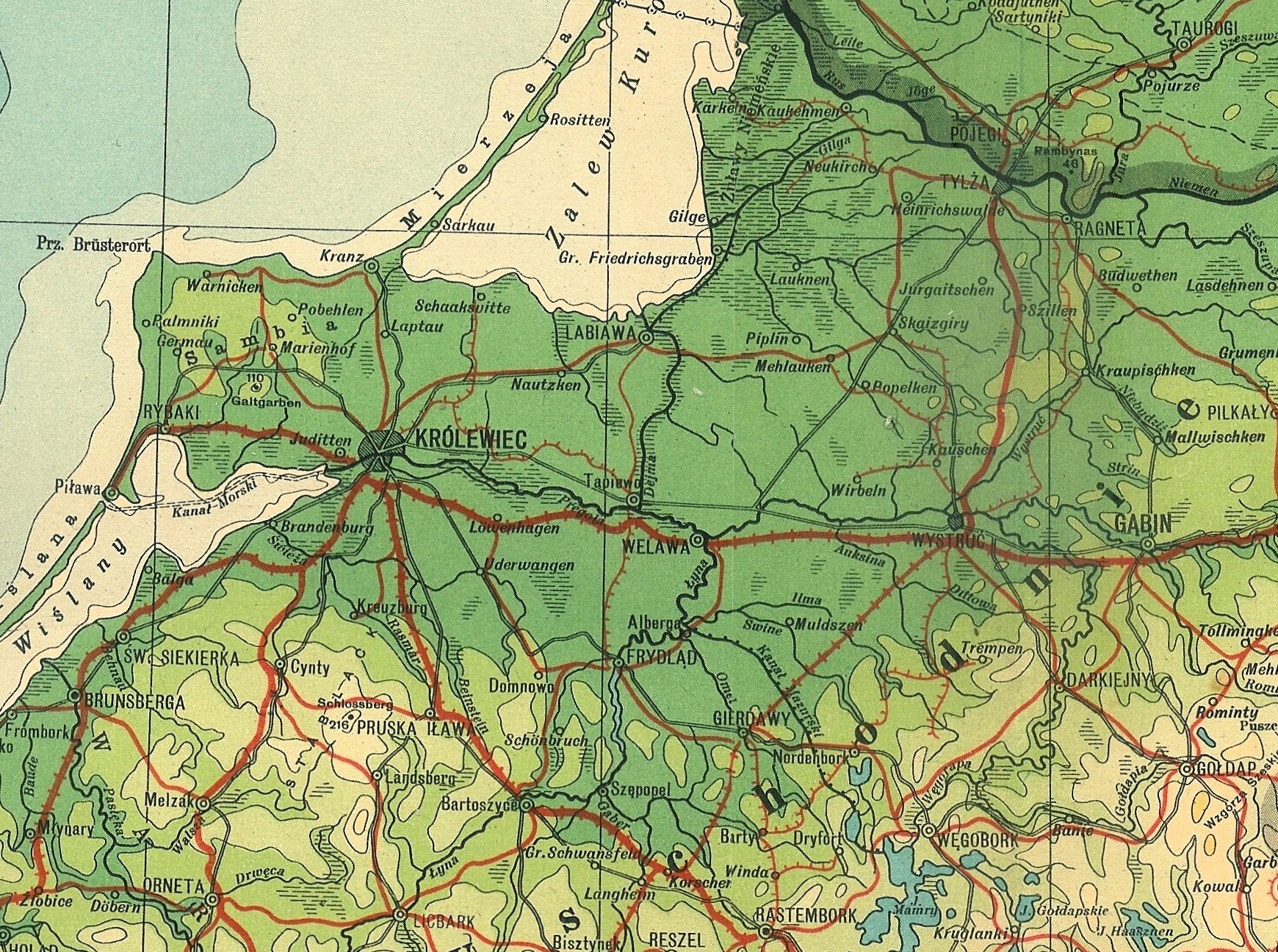
Nizina Staropruska (Pruska) na polskiej mapie fizycznej z okresu międzywojennego

Nizina Staropruska, dawniej Nizina Pruska  (841.5) – makroregion fizycznogeograficzny w północnej Polsce i Rosji, część Pobrzeży Wschodniobałtyckich.

## Mezoregiony
Na obszarze Polski leżą 3 mezoregiony Niziny Staropruskiej obejmujące jej południową część:
841.57 Wzniesienia Górowskie
841.58 Równina Ornecka
841.59 Nizina Sępopolska
Polska część regionu obejmuje około 2660 km².

## Opis
Większa część Niziny Staropruskiej znajduje się w należącym do Rosji obwodzie królewieckim. Obszar ten nie jest podzielony na mezoregiony, ale w systemie liczbowym zarezerwowano dla niego oznaczenia od 841.51 do 841.56.
Nizina Staropruska wraz z Pojezierzem Mazurskim obejmowała niemal cały obszar dawnych Prus Wschodnich. Jednak w odróżnieniu od położonego na południe Pojezierza Mazurskiego jest ona prawie zupełnie pozbawiona jezior, ma natomiast dobrze rozwinięty system dolin. W bardzo małej ilości występują również formy lodowcowe (moreny czołowe).
Prawie cała Nizina Staropruska należy do dorzecza Pregoły, z wyjątkiem dorzeczy Wałszy i Drwęcy Warmińskiej, które są dopływami Pasłęki.

## Nazwa
Nazwa niziny nawiązuje do ludu Prusów oraz nazwy krainy historycznej Prusy, której znaczny obszar obejmowała nizina (w większości Prusy Dolne). Dawniej, jeszcze w okresie powojennym używano nazwy Nizina Pruska, min. pojawiła się na ściennej Fizycznej Mapie Polski Państwowego Przedsiębiorstwa Wydawnictw Kartograficznych z 1954 roku. Czasem ta forma nadal występuje w kontekście historycznym lub geopolitycznym albo turystycznym. 
Jednak w drugiej połowie XX wieku, aby odróżnić niemile widziane przez władze PRL nazewnictwo kojarzące się z zaborem pruskim, wprowadzono nazwy Nizina Staropruska i Wybrzeże Staropruskie, nawiązujące do bałtyjskiego ludu Prusów.